# Carl Björkman (förlagschef)
 Carl  Nils Gustaf Björkman, född 8 juni 1901 i Hedvig Eleonora församling, Stockholm, död 24 juli 1961 i Oscars församling, Stockholm, var en svensk filmkritiker, förlagschef och boksamlare.

## Biografi
Föräldrar var borgmästaren i Norrköping Gustaf Adolf Björkman och Fanny Claëson. Han tog en filosofie licentiatexamen vid Uppsala universitet 1926 och blev därefter journalist. Bland annat redigerade han 1928–1934 Nya Dagligt Allehandas litterära bilaga, var 1929–1934 och 1943–1944 dess teaterkritiker och dess redaktör 1938. Han var 1934–1938 redaktör för tidskriften Nu, filmkritiker i Dagens Nyheter 1936–1938 och från 1946 samt i Vecko-Journalen 1940–1946.
I skriften Svensk film - kultur eller kulturfara? gick han 1937 till storms mot den svenska filmen. I Konserthusdebatten om svensk film i Stockholm den 25 februari 1937 menade han att det mesta inom den svenska filmen var undermåligt: "...en enfaldigt andligt gods där grovheten och smaklösheten fira triumfer...".. Skriften är en tryckt version av hans inledningsanförande vid debatten.
Björkman hade varit anställd vid bokförlaget Wahlström & Widstrand sedan 1930 och 1938 köpte han förlaget av Märtha Wahlström. Genom sina kontakter med Finland kunde förlaget knyta kontakter med sådana finländska författare som Elmer Diktonius, Mika Waltari, Väinö Linna och Jörn Donner. Björkman medverkade till att unga författare som Olof Lagercrantz, Per Wästberg, Jan Olof Olsson och Bo Grandien kunde debutera på W&W. Han blev 1934 ordförande i Svenska Pennklubben.
Han var en ivrig boksamlare och den stora samlingen av främst svensk skönlitteratur såldes på Stockholms Auktionsverk 1963. Auktionen blev legendarisk inte minst på grund av de höga priser som uppnåddes. 
Björkman skrev också dikter under pseudonymen Göran Falk.

### Skönlitteratur
- För hjärtats sak : tolv teckningar i borgerlig ram / illustrationer: Stig Blomberg. Stockholm: Wahlström & Widstrand. 1937. Libris 1361750
- En fauns eftermiddag. Stockholm: Wahlström & Widstrand. 1950. Libris 1396757
- Trädgårdens afton : dikter. Stockholm: Wahlström & Widstrand. 1954. Libris 1494306
- Härfågel : dikter. Stockholm: Wahlström & Widstrand. 1955. Libris 1494305
- Domaredans : dikter. Stockholm: Wahlström & Widstrand. 1956. Libris 1548010
- Breven från Mykonos. Stockholm: Wahlström & Widstrand. 1958. Libris 1249057

### Varia
- Verner von Heidenstam : till sjuttioårsdagen. Stockholm: Norstedt. 1929. Libris 478477
- Borgerlig livssyn : kritik och försvar. Frontens bibliotek. Stockholm: Bonnier. 1932. Libris 769446
- Om kravet på en ny svensk borgerlighet : tal hållet på Nationella studentklubben i Lund den 10 oktober, Pro et contra vid Stockholms högskola den 11 oktober, samt föreningen Heimdal i Uppsala den 13 oktober 1933. Stockholm: Wahlström & Widstrand. 1933. Libris 1351939
- Svensk film - kultur eller kulturfara? : vid Sveriges författarförenings opinionsmöte i Stockholms konserthus torsdagen den 25 februari 1937. Stockholm: Wahlström & Widstrand. 1937. Libris 1361751
- Mina böcker. Stockholm: Wahlström & Widstrand. 1946. Libris 1389465

### Redaktör
- Rätten att leva : en samling kritiska studier i svensk rättvisa / redigerad av Carl Björkman och Hilding Eek. Stockholm: Wahlström & Widstrand. 1945. Libris 739697